# Vegetativa symptom
Vegetativa symptom kallas de förändringar av en individs livsnödvändiga funktioner som kan inträffa vid humörstörningar såsom depression. Vegetativa besvär kan även uppstå i samband med menopausen, då i form av svettningar och värmevallningar, samt i samband med behandling för prostatacancer. Tillståndet kan dock förekomma utan uppenbara orsaker, särskilt hos män.
Några exempel på vegetativa symptom är låg energinivå, trötthetssymptom, hypersomni och ett socialt tillbakadraget beteende.  Det kan även röra sig om en minskad aptit som leder till en större viktnedgång, svårigheter att somna och andra symptom som gör det svårt för individen att ta sig igenom vardagen.